# 米国科学アカデミー賞化学部門
米国科学アカデミー賞化学部門(NAS Award in Chemical Sciences)は米国科学アカデミー(NAS)の化学の賞。卓越した業績を挙げたアメリカ合衆国内の研究者に授与される。

## 受賞者
- 2025年 Peter G. Wolynes
- 2024年 Kimberly A. Prather
- 2023年 クリストフ・マテャシェフスキー
- 2022年 Esther Sans Takeuchi
- 2021年 ピーター・シュルツ
- 2020年 John C. Tully
- 2019年 ジャクリン・バートン
- 2018年 ジェニファー・ダウドナ
- 2017年 ポール・アリヴィサトス
- 2016年 キャロライン・ベルトッツィ
- 2015年 William Carl Lineberger
- 2014年 Marvin H. Caruthers
- 2013年 ガボール・ソモライ
- 2012年 トビン・マークス
- 2011年 Stephen J. Benkovic
- 2010年 ルイ・ブラス
- 2009年 Joanna Fowler
- 2008年 ジョアン・スタビー
- 2007年 ロバート・バーグマン
- 2006年 サミュエル・ダニシェフスキー
- 2005年 Thomas Bruice
- 2004年 Robert Parr
- 2003年 ハリー・グレイ
- 2002年 イライアス・コーリー
- 2001年 John Isaiah Brauman
- 2000年 バリー・シャープレス
- 1999年 ジョン・D・ロバーツ
- 1998年 アラン・バード
- 1997年 M. Frederick Hawthorne
- 1996年 アハメッド・ズウェイル
- 1995年 Isabella Karle
- 1994年 中西香爾
- 1993年 Richard H. Holm
- 1992年 ドナルド・クラム
- 1991年 リチャード・ゼア
- 1990年 フランク・アルバート・コットン
- 1989年 Ronald Breslow
- 1988年 Harden M. McConnell
- 1987年 ハーバート・ブラウン
- 1986年 ロアルド・ホフマン
- 1985年 Richard B. Bernstein
- 1983年 ヘンリー・タウベ
- 1982年 ギルバート・ストーク
- 1981年 Bruno H. Zimm
- 1980年 Frank Westheimer
- 1979年 ライナス・ポーリング

## 参照
- NAS Award in Chemical Sciences